# こっぱげ面
こっぱげ面 (こっぱげめん) とは、福岡県八女市星野村で行われている伝統的な神事である。

## 概要
こっぱげ面は、福岡県八女市の星野村で毎年7月に行われる祇園祭において登場する伝統的な神事である。鬼の面をつけた若者たちが青竹を持ち、村中を練り歩きながら住民の尻を叩くことで、厄を払い、無病息災を祈願する。
祭りは長尾、三坂、的別当の3地区の神社で7月中旬に行われる。鬼たちは獅子を従えて家々を回り、住民は酒や料理でもてなす。

## 厄払い
上述の通り、こっぱげ面は農作物の病害虫被害や梅雨時期の水害を消滅させるために始まった行事であり、数々の厄払い要素がある。
青竹
鬼の持っている青竹で尻を叩かれた者は、悪霊や厄が払われ1年間健康で過ごせると言われている。
獅子
獅子に噛まれると、噛まれた部分の傷や痛みが良くなるとされている。
御幣紙
鬼の頭の後ろに幾つか貼ってある紙であり、これを鬼に気づかれる事なく奪い取り、それを家に飾るとご利益があるとされている。

## 歴史
こっぱげ面の起源は明確ではないが、江戸時代中期ごろには既に存在したとされており、およそ250年以上の歴史を持つ。元々は農作物の病害虫や疫病、水害などを祓うための民間信仰に根ざしていたと考えられる。
近年では、農耕に限らず地域の安全や災害のない1年を祈る行事としての意味合いも強まっており、星野村の象徴的な行事となっている。